# Jean-Pierre Beltoise
Jean-Pierre Beltoise   (Boulogne-Billancourt, 26 d'abril de 1937 - Dakar, 5 de gener de 2015) Jean-Pierre Maurice Georges Beltoise, fou un pilot de Fórmula 1 francès.
Abans d'iniciar la seva carrera a la Fórmula 1, Beltoise ja havia guanyat en només tres anys un total d'onze títols nacionals de motociclisme, alguns d'ells com a membre de l'equip de Bultaco. Va competir en Grans Premis internacionals de motocicletes de les temporades 1962 a 1964 en les classes de 50, 125, 250 i 500 cc. El seu millor resultat va ser un sisè lloc al Campionat del Món de 50 cc del 1964.
L'any 1964 pilotava un esportiu René Bonnet d'1,1 litres. La seva carrera gairebé va acabar amb un gran accident a la cursa de resistència de cotxes esportius de Reims de 12 hores, en la qual va patir un braç trencat, tan greument danyat que el seu moviment va quedar permanentment restringit. No obstant això, va tornar el 1965 i va guanyar la carrera de Fórmula 3 de Reims, després de la qual es va graduar a la Fórmula 2 per a la temporada següent.
El 1966 Beltoise va conduir al Gran Premi d'Alemanya al Nürburgring en un Matra MS5 - Cosworth d'un litre de Fórmula Dos (F2). Va acabar una volta per sota però va guanyar la classe de F2. Tanmateix, va ser el seu únic Gran Premi aquella temporada.
El 1967 Beltoise va competir en tres Grans Premis amb un Cosworth de Fórmula 2 Matra MS7 1,6 litres, i va acabar setè tant a Watkins Glen com a Ciutat de Mèxic. També va guanyar el Gran Premi de Buenos Aires del 1967, que no formava part del calendari del Campionat del Món. El 1968 Beltoise va començar de nou la temporada amb un cotxe de F2, però a partir de la segona cursa va tenir maquinària de Fórmula 1 i va acabar segon al Gran Premi d'Holanda de 1968. El 1969 va ser col·locat a l'equip Matra de Ken Tyrrell, mentre que el motor V12 d'obres es va desenvolupar al costat de Jackie Stewart, i va acabar segon al Gran Premi de França. Beltoise va tornar a l'equip d'obres Matra tant el 1970 com el 1971. L'any 1971, competint amb l'equip de cotxes esportius Matra, es va veure implicat en l'accident en què va morir Ignazio Giunti durant els 1000 km de Buenos Aires, i se li va suspendre la llicència de cursa internacional, tot i que se li va permetre competir mentre estava en apel·lació.
El 1969 va fitxar per l'escuderia Tyrrell, compartint equip amb Jackie Stewart. A aquesta temporada va aconseguir de nou el segon lloc, encara que aquesta vegada fou al Gran Premi de França.
El 1971 conduint de nou per Matra a Buenos Aires, es va veure implicat en un greu accident que va significar la mort de Ignazio Giunti, fet pel que li van retirar la llicència per un temps.
El 1972 va tornar a la Fórmula 1 amb l'escuderia BRM i va guanyar el Gran Premi de Mònaco sota una intensa pluja. Es va retirar a la fi de la temporada de 1974 després de fer un nou segon lloc al Gran Premi de Sud-àfrica.
Més tard va fer la major part de les proves per a l'equip Ligier F1, tot i que una proposta de Fórmula 1 per al 1976 va anar a Jacques Laffite i després va dedicar la seva atenció a les curses de turisme a França, guanyant dues vegades el títol francès per a BMW abans d'entrar al ral·licross en un Alpine-Renault amb el qual va guanyar el títol francès. El 1981 va tornar als turismes i va córrer per Peugeot durant la dècada de 1980. També era un corredor de gel habitual. Els seus dos fills, Anthony i Julien, són tots dos pilots de carreres.
Després de la seva retirada va estar lligat fent proves per a Ligier. Anys més tard va competir en curses de turismes a França, arribant a guanyar dos cops el Campionat de França amb un Alpine - Renault.
Beltoise va morir a la seva casa de vacances a Dakar, Senegal, el 5 de gener de 2015, als 77 anys, després de patir dos atacs de feridura.

## Palmarès
- Millor classificació en el campionat del món : 5è (1969)
- Punts aconseguits al campionat del món : 77
- Curses : 88
- Victòries : 1
- Podis : 8 (1 primer, 3 segons i 4 tercers)
- Voltes ràpides : 4